# Почётный диплом Президента Азербайджанской Республики
Почётный диплом Президента Азербайджанской Республики (азерб. Azərbaycan Respublikası Prezidentinin fəxri diplomu) — почётный диплом, учреждённый президентом Азербайджанской Республики и выдающийся лицам за высокие достижения в сфере культуры, искусства, литературы, науки, образования, здравоохранения, журналистики, физической культуры и спорта, государственной службы, правовых, общественно-политических, экономических, международных отношений и иных сферах.

## Учреждение
Почётный диплом Президента Азербайджанской Республики был учреждён в октябре 2007 года по Указу Президента Азербайджанской Республики Об учреждении «Почетного диплома Президента Азербайджанской Республики» от 17 октября 2007 года.

## Описание
Почётный диплом Президента Азербайджанской Республики выдается Президентом Азербайджанской Республики гражданам Азербайджанской Республики, иностранцам и лицам без гражданства, а также коллективам в целях оценки их труда за получение высоких достижений в развитии Азербайджана. Диплом не выдается повторно одним и тем же лицам.

## Кавалеры
*список отражает не всех лиц, удостоенных диплома
- Алиев, Джалал Алирза оглы
- Оруджев, Гидаят Худуш оглы
- Панахова, Амалия Алиш кызы
- Баширгызы, Афаг
- Тимучин Эфендиев
- Мамедова, Шафига Гашим кызы
- Мамедова, Сиддига Рза кызы[3]
- Гаибов, Фарид Фазиль оглы
- Анар
- Закиев, Ильхам Азизага оглы
- Иосиф Кобзон[4]
- Михаил Швыдкой[5]
- Тофик Агагусейнов[6]
- Вагиф Байрамов[7]
- Сами Юсуф[8]
- Олжас Сулейменов
- Мурад Кажлаев[9]
- Салманов, Мамед Ахад оглы[10]
- Мамедов, Салхаб Иса оглы[11]
- Серагельдин, Исмаил[12]